# پاول سوکولوف
پاول سوکولوف (انگلیسی: Pavel Sokolov؛ ۱۸۲۶ – ۲ اکتبر ۱۹۰۵) نقاش و تصویرگر آبرنگ اهل روسیه بود. وی فرزند پیوتر فیودوروویچ سوکولوف نقاش روسی بوده. سوکولوف نقاشی را نزد کارل بریولوف در آکادمی امپریال هنر آموخت.

## بخشی از آثار

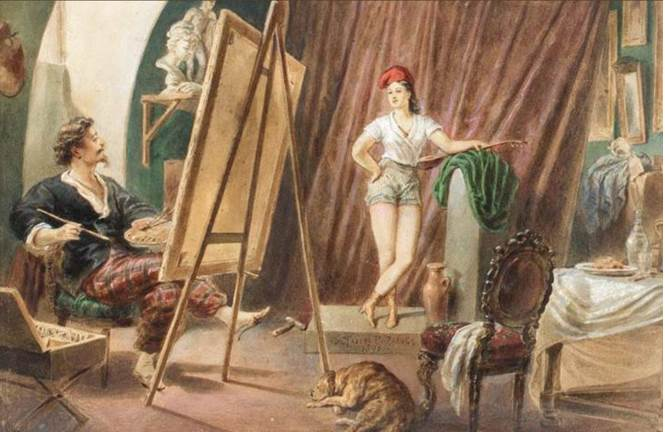
In the Artist's Studio
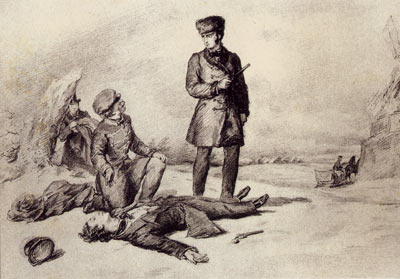
Onegin's Duel with Lensky
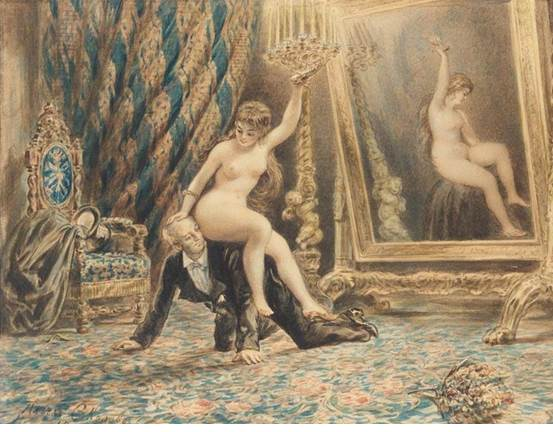
Erotic Scene